# Michael Hütt
Michael Hütt (* 16. September 1953) ist ein ehemaliger deutscher Fußballspieler. In der Saison 1974/75 hat Hütt beim VfB Stuttgart ein Bundesligaspiel absolviert.

## Laufbahn
Hütt kam für die A-Jugend des VfB Stuttgart im Finale der Deutschen A-Junioren-Meisterschaft 1971/72 zum Einsatz. Bei der 0:2-Niederlage gegen den MSV Duisburg spielte er an der Seite von Helmut Roleder, Arno Schäfer, Georg Müllner und Rainer Adrion. Lediglich Torhüter Roleder wurde vom VfB zur nächsten Saison 1972/73 zu den Profis unter Vertrag genommen. Hütt, Adrion und Müllner wechselten zur Amateurmannschaft und Schäfer konnte noch ein Jahr bei den A-Junioren spielen und gewann 1973 die deutsche A-Juniorenmeisterschaft. Hütt spielte 1972/73 bis 1974/75 mit den VfB-Amateuren in der Amateurliga Nordwürttemberg. Unter Trainer Albert Sing kam Hütt am 14. Juni 1975, am 34. und letzten Rundenspieltag der Saison 1974/75, in der Startelf des VfB Stuttgart im Neckarstadion gegen Rot-Weiss Essen zu seinem einzigen Einsatz in der Bundesliga. Bei dem 3:2-Heimsieg seiner Mannschaft agierte Hütt im Mittelfeld an der Seite von Heinz Stickel und Hans-Joachim Weller. Er wurde nach 60 Minuten bei einer 3:2-Führung gegen Dieter Brenninger ausgewechselt.
Nach seiner Zeit beim VfB spielte er im schwäbischen Amateurbereich beim TV Nellingen, wo er auch Jahre als Trainer aktiv war.